# Léopold Ernest Mayer

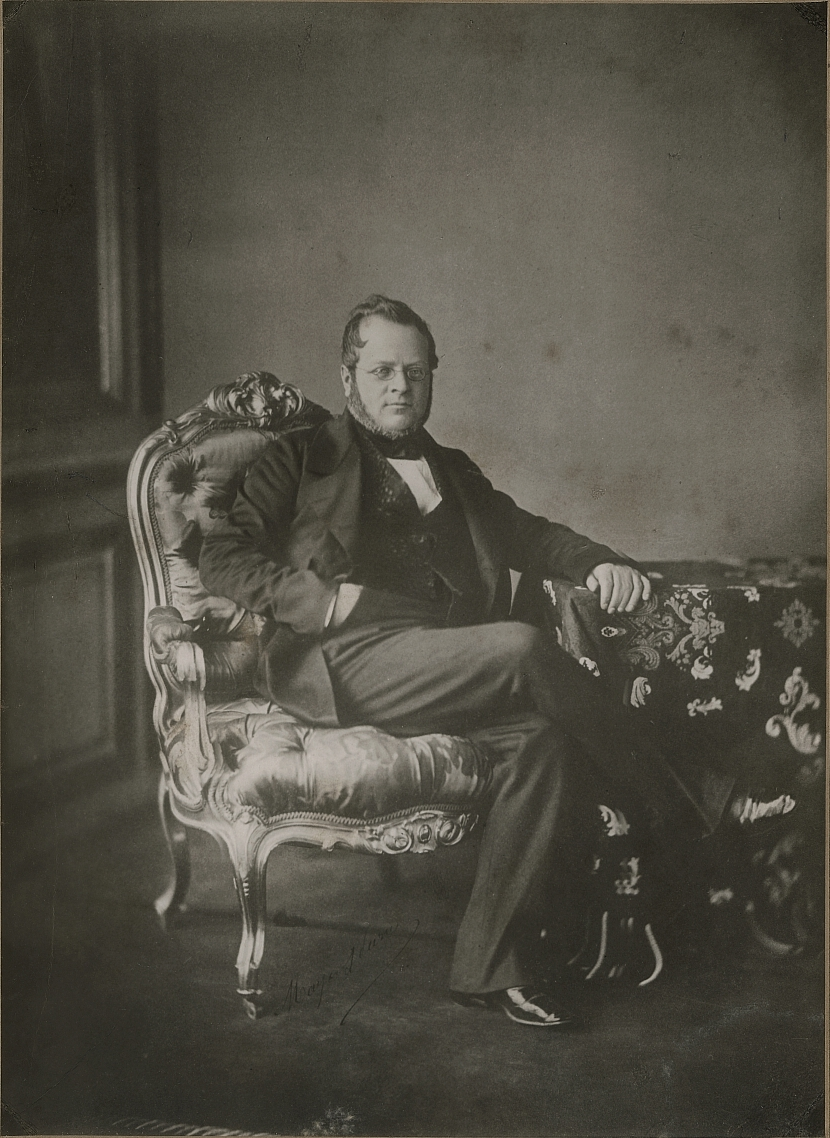
Léopold Ernest Mayer a Pierre Louis Pierson (1822–1913): Portrét hraběte de Cavour, 1856, fotografie na albuminovém papíru, Musée de l’Élysée, Lausanne

Léopold Ernest Mayer (1822–1895) byl francouzský fotograf známý především svými portrétními a módními fotografiemi.

## Život a dílo
V roce 1855 začal spolupracovat s Pierrem Louisem Piersonem a Louisem Frédéricem Mayerem. Pierson a Mayer distribuovali své snímky pod společným názvem "Mayer et Pierson". Sklízeli velký úspěch a brzy otevřeli další studia v belgickém Bruselu.

## Galerie

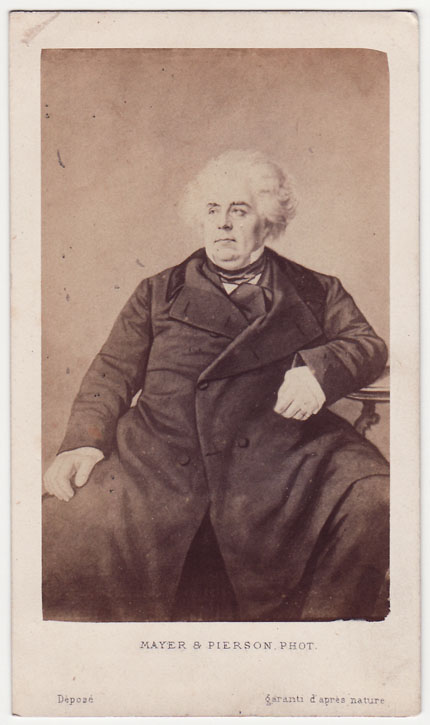
Luigi Lablanche (1794–1858)
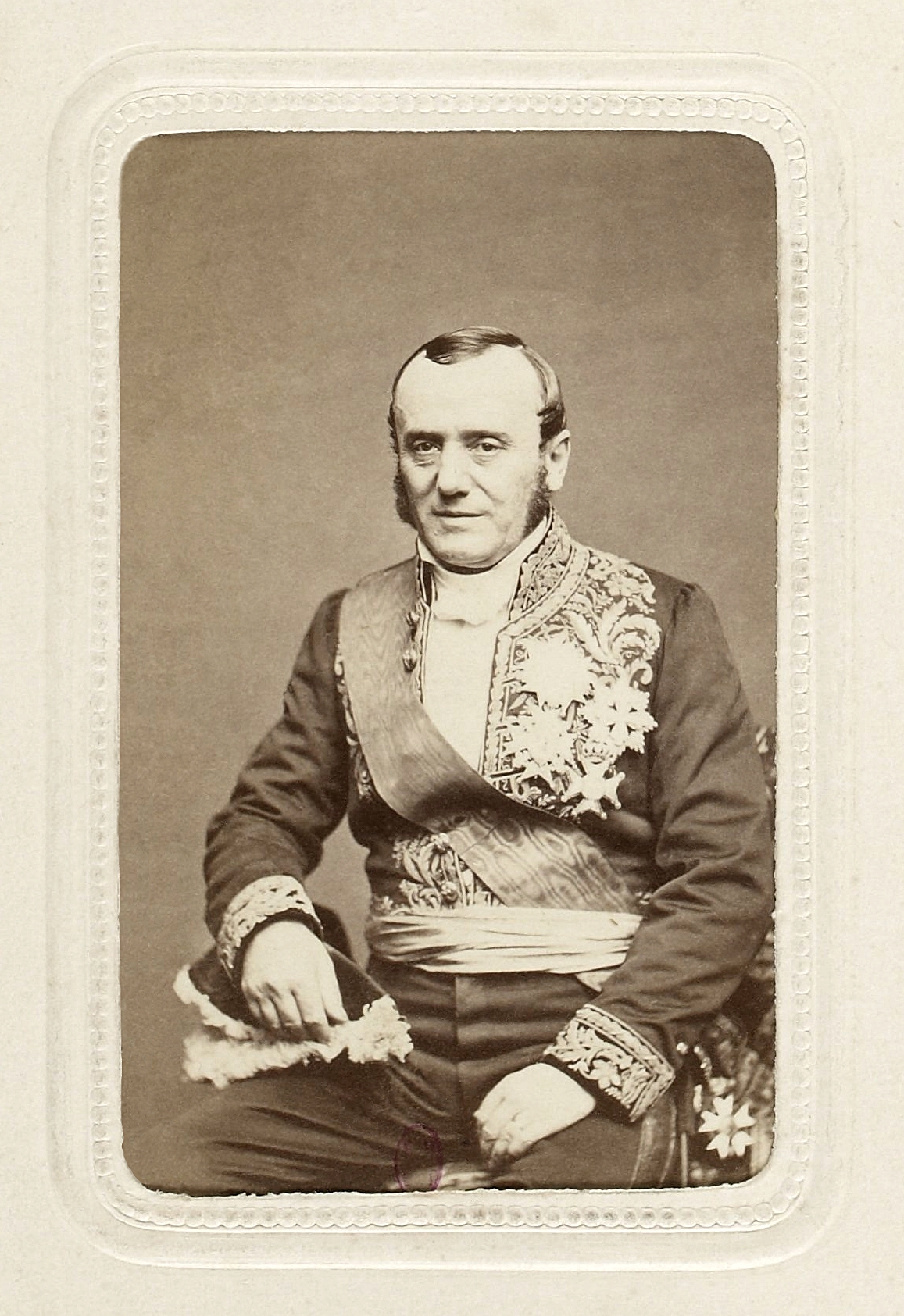
Adolphe Billault
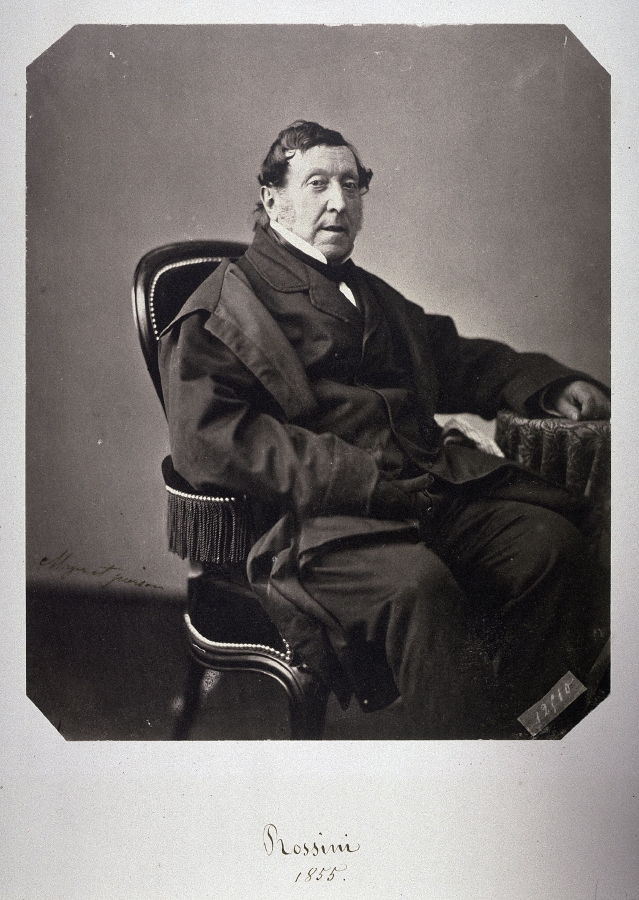
Gioacchino Rossini, italský hudební skladatel
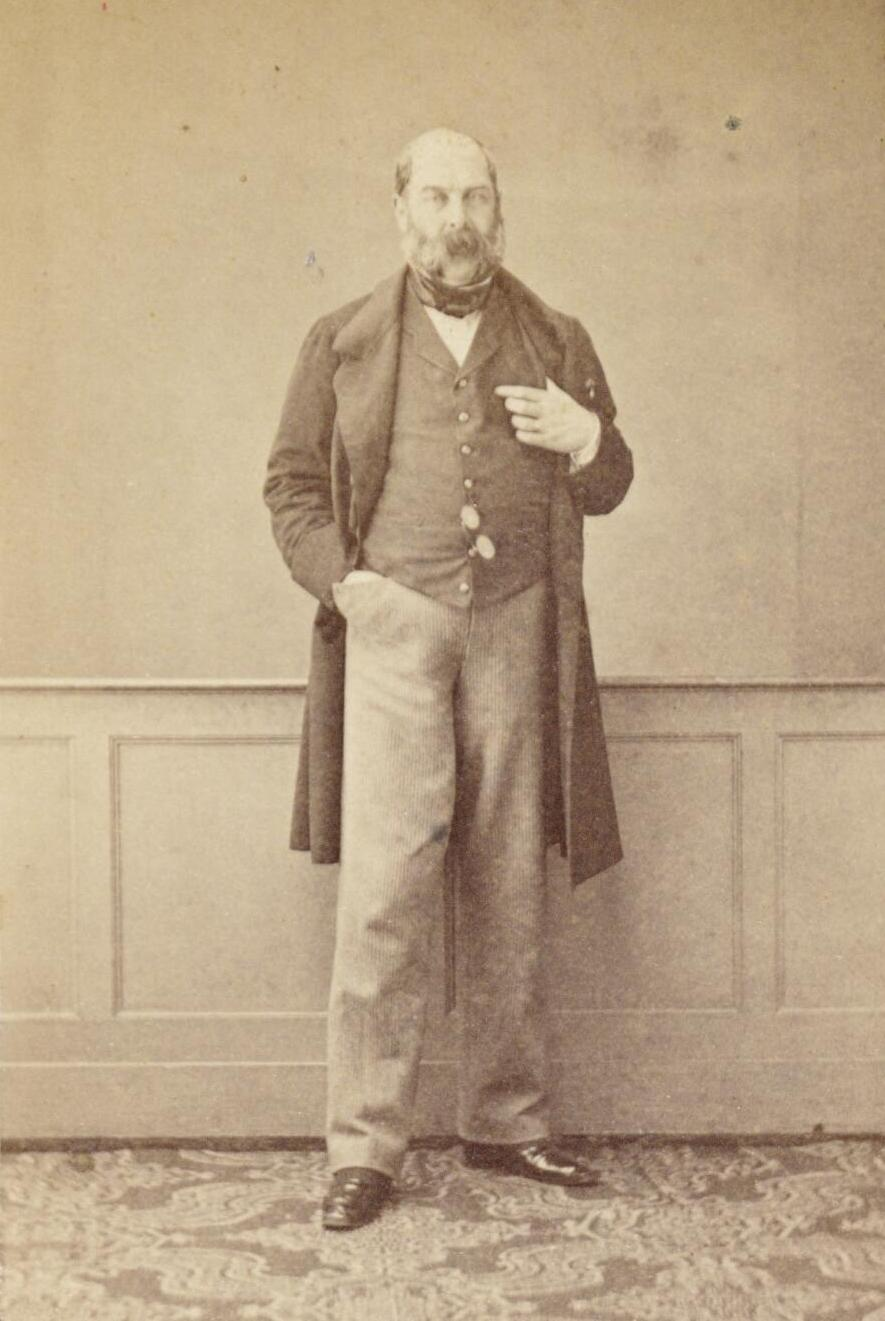
Johan Derck van Rechteren van Ahnem (1799–1886), asi 1850